# Percentil
Em estatística descritiva, os percentis são medidas que dividem a amostra (por ordem crescente dos dados) em 100 partes, cada uma com uma percentagem de dados aproximadamente igual. O k-ésimo percentil Pk é o valor x (xk) que corresponde à frequência cumulativa de N .k/100, onde N é o tamanho amostral.
Portanto:
- o 1º percentil determina o 1% menor dos dados; e
- o 98º percentil determina os 98% menores dos dados.

O 25º percentil é o primeiro quartil; o 50º percentil é a mediana. De igual forma, o 10º percentil é o primeiro decil e o 80º percentil é o oitavo decil.
A definição de Mendenhall e Sincich para o p-ésimo percentil de N valores ordenados é correspondente ao valor que ocupa a posição {\displaystyle k={\frac {p(n+1)}{100}}}, arredondada para o inteiro mais próximo.
- Obs.: A fórmula percentil utilizada pelo Excel retornará valores diferentes da definição de Mendenhall e Sincich.

A definição Minitab é dada como a interpolação linear do valor correspondente a {\displaystyle k={\frac {p(n+1)}{100}}} posição.